# Glossosoma hemantajam
Glossosoma hemantajam är en nattsländeart som beskrevs av Schmid 1971. Glossosoma hemantajam ingår i släktet Glossosoma och familjen stenhusnattsländor. Inga underarter finns listade i Catalogue of Life.